# Kasteel Alensberg

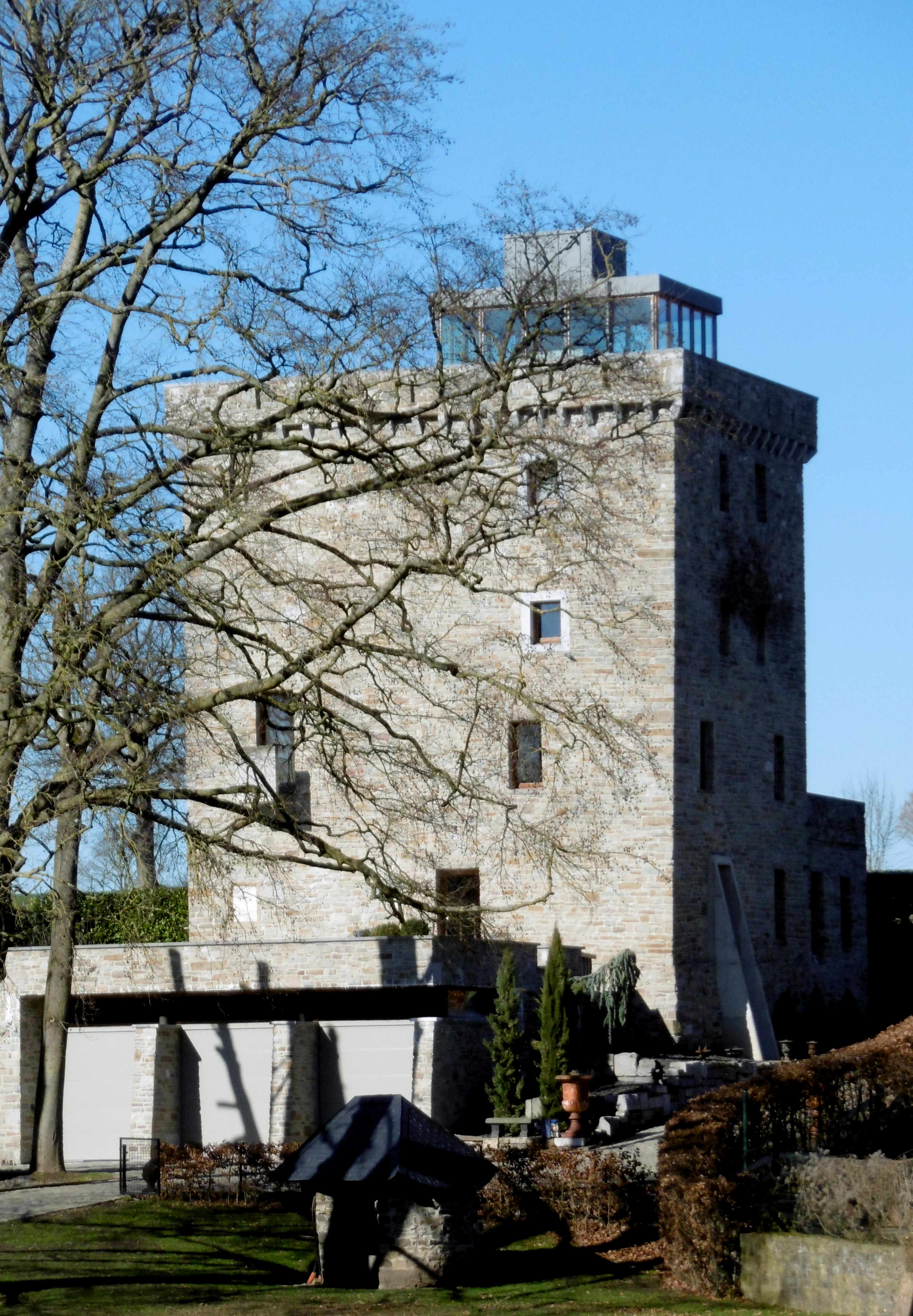
Kasteel Alensberg

Het Kasteel Alensberg (Frans: Château d'Alensberg) is een kasteel in de tot de Belgische gemeente Plombières behorende plaats Moresnet, gelegen aan de Rue du Village 2.
Het kasteel ligt in het dal van de Geul, niet ver van het Viaduct van Moresnet.

## Geschiedenis
Alensberg was een van de zes oorspronkelijke heerlijkheden van het domein Moresnet, maar was waarschijnlijk een leen van het Onze-Lieve-Vrouwekapittel te Aken en behoorde niet tot het Hertogdom Limburg.
Het kasteel werd waarschijnlijk gebouwd door een zekere Jean d'Alensberg, in het midden van de 15e eeuw. In 1467 raakte hij betrokken bij een steenkoolmijn die door Arnold de Tzevel was opgezet. Begin 16e eeuw was Jeanne de Tzevel de eigenares, en deze trouwde met Jean de Dobbelstein, zodat het goed in bezit van deze familie kwam. Midden 17e eeuw kwam het door huwelijk aan Alexandre de Straten. Deze liet de grachten dempen en bouwde een nieuw woonverblijf aan het kasteel. Het kasteel bleef in deze familie, maar begin 18e eeuw erfde Pierre-Godefroid de la Saulx het goed. De familie de la Saulx verkocht het kasteel in 1823 aan Charles James Cockerill, die de broer was van John Cockerill. Door huwelijk kwam het dan aan Armand Suermondt, die het interieur liet wijzigen naar de Duitse mode van die tijd.
Kort na 1921 werd het landgoed gesplitst en verkocht. Het kasteel met de boerderij werd gekocht door Gustave Ernst Pietry, die notaris was.
Tijdens de Tweede Wereldoorlog liep het kasteel ernstige schade op. Het werd niet alleen bezet door Duitse, en later Amerikaanse, troepen, maar de terugtrekkende Duitsers probeerden ook op 10 september 1944 het strategisch gelegen kasteel op te blazen. Het zwaar beschadigde kasteel werd in 1946 afgebroken, maar een aantal delen zijn nog bewaard gebleven. De rechthoekige donjon, vijf verdiepingen hoog, en met benedenmuren van 1,80 meter dik, is opgebouwd uit zandsteenblokken. Het oorspronkelijke schilddak werd vervangen door een plat dak.
Naast deze toren is er nog de boerderij, waarvan de oudste delen uit 1655 stammen. Een zandstenen poortje langs de weg is van 1879.